# Tschernihiw-Museum für ukrainische Altertümer

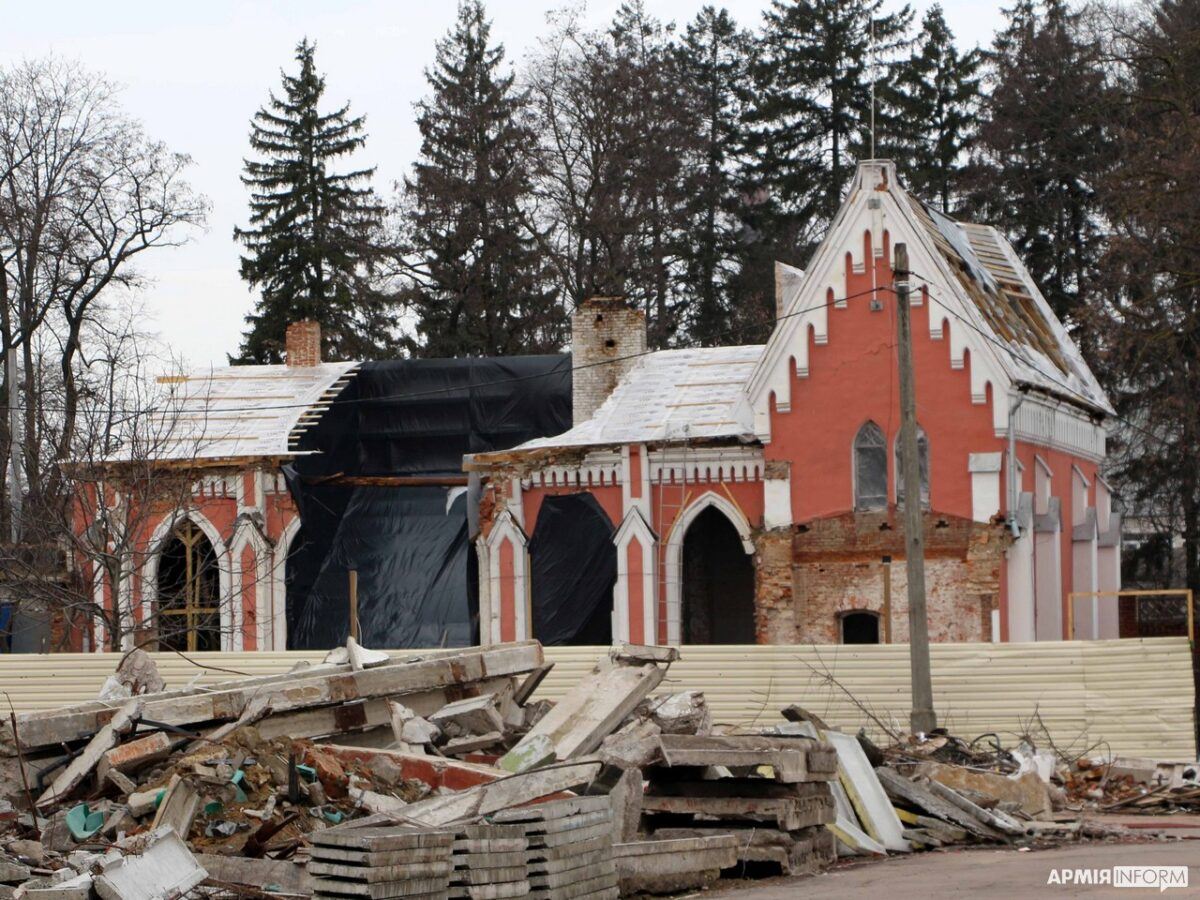
Museumsgebäude nach der Zerstörung 2022

Das Tschernihiw-Museum für ukrainische Altertümer (ukrainisch Музей українських старожитностей) ist ein ehemaliges Museum in der nordukrainischen Stadt Tschernihiw in der Oblast Tschernihiw, das in eine Bibliothek umgewandelt wurde.

## Geschichte
Im Jahr 1902 wurde in Tschernihiw ein Museum im neugotischen Stil eröffnet, das eine Sammlung ukrainischer historischer und kultureller Artefakte aus dem 17. bis 19. Jahrhundert sowie Kosaken-Antiquitäten enthielt. Der Kunstmäzen Wassyl Tarnowskyj junior vermachte der Stadt testamentarisch außerdem Manuskripte, Kunstwerke und persönliche Gegenstände von Taras Schewtschenko, einem herausragenden ukrainischen Dichter und Künstler. Im Jahr 1978 wurde die Entscheidung getroffen, die Regionale Jugendbibliothek im Museumsgebäude zu etablieren. Mit einer Sammlung von fast 62.000 Büchern führte die Bibliothek verschiedene Programme für Jugendliche durch, beispielsweise  ein Rechtsinformationszentrum, einen englischen Club, ein Kunstzentrum und eine Umweltakademie. Hier kommunizierten die jungen Ukrainer mit Bürgern, intensivierten das  kritische Denken und loteten ihre eigenen Lebensziele aus.

## Zerstörung
Das Museum für Altertümer hatte 1918 und 1919 bolschewistische Angriffe und auch die Angriffe durch die deutsche Wehrmacht während des Zweiten Weltkriegs unbeschadet überstanden. Im März 2022 erlitt es nach der russischen Invasion in die Ukraine erhebliche Zerstörungen. Russische Bombardements führten zum Zusammenbruch von Teilen des Daches und der Wände des Gebäudes. Dabei verbrannten viele der wertvollen Bücher. Die Ruine wurde inzwischen mit einem Zaun umgeben, um Diebstähle zu verhindern. Außerdem wurde das beschädigte Gebäude einigermaßen winterfest gemacht.